# 大和撫子エデュケイション
「大和撫子エデュケイション」（やまとなでしこエデュケイション）は、トリプルブッキングの楽曲。こだまさおりが作詞、山口朗彦が作曲を手掛けた。シングルとしては2010年7月21日にスターチャイルドから発売された。

## 概要
本曲は、テレビアニメ『生徒会役員共』のオープニングテーマに使用された。
トリプルブッキングは、『生徒会役員共』の作者である氏家ト全の作品『アイドルのあかほん』に登場するユニット。メンバーは飯田シホ、有銘ユーリ、如月カルナの3人。歌唱者は当初明らかにされていなかったが、次作『花咲く☆最強レジェンドDays』で、生徒会役員共のヒロインを務める声優、日笠陽子、矢作紗友里、佐藤聡美の3人であることが明かされている。なお、CDのジャケットに大きく描かれているのは生徒会役員共の天草シノ、七条アリア、萩村スズであり、トリプルブッキングではない。後ろのポスターに描かれている3人がトリプルブッキングである。

## 収録曲
1. 大和撫子エデュケイション [3:27] 
作詞：こだまさおり、作曲：山口朗彦、編曲：菊谷知樹
  - テレビアニメ『生徒会役員共』オープニングテーマ
2. 情熱の花 [4:54] 
作詞・作曲：高橋菜々、編曲：YUPA
  - テレビアニメ『生徒会役員共』第6話挿入歌[2]
3. 大和撫子エデュケイション（off vocal ver.）
4. 情熱の花（off vocal ver.）